# Cornelis Johan de Lange
Mr. Cornelis Johan de Lange, vrijheer van Wijngaerden en Ruygbroek (Gouda, 24 september 1752 - Oud-Wassenaar, 25 september 1820) was een bekend Goudse regent, patriot en geschiedschrijver.

## Biografie
Cornelis Johan de Lange werd in 1752 te Gouda geboren als zoon van Bonaventura de Lange en Quirina Jacoba van Gelre. Hij erfde de hoogheerlijkheden van Wijngaerden en Ruygbroek (gelegen in de Alblasserwaard) van zijn vader, die deze rechten in 1775 had gekocht. Hij is daarom ook beter bekend onder de naam “De Lange van Wijngaerden".
Cornelis Johan de Lange bezocht de Latijnse school aan de Groeneweg in Gouda en studeerde vervolgens rechten in Leiden en promoveerde aldaar in 1774. Hij trouwde in 1778 te Gouda met Elisabeth Prins, telg van een vooraanstaand Rotterdams patriciërsgeslacht en kleindochter van de invloedrijke Goudse burgemeester Willem van Strijen.
In hetzelfde jaar 1778 werd De Lange lid van de vroedschap van Gouda. Hij vervulde in deze stad diverse bestuurlijke functies. Binnen de vroedschap liet hij zich na enkele jaren nadrukkelijk gelden als een vooraanstaand leider van de patriottische beweging.

## De Patriottentijd

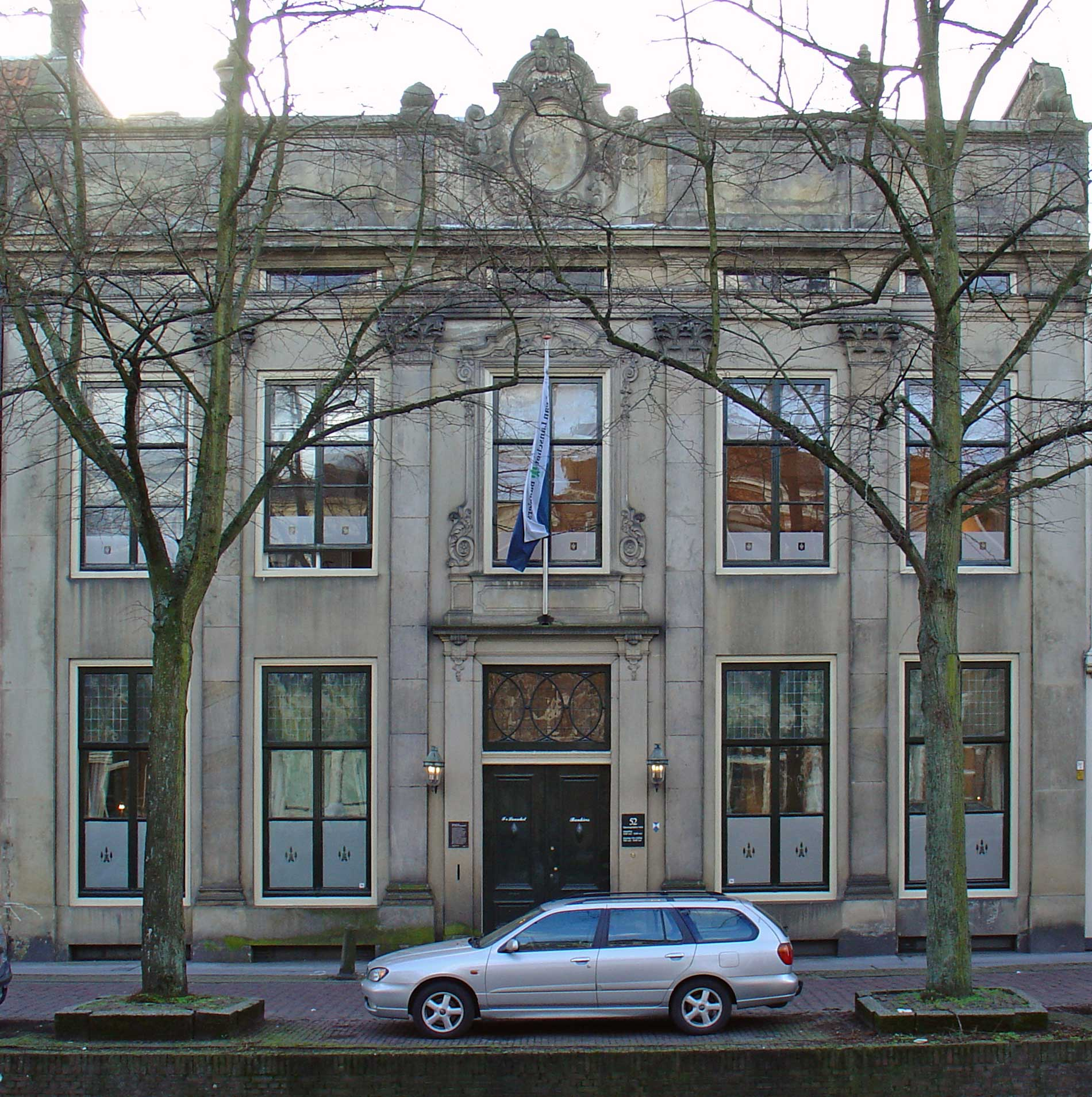
De woning van De Lange van Wijngaerden aan de Westhaven te Gouda

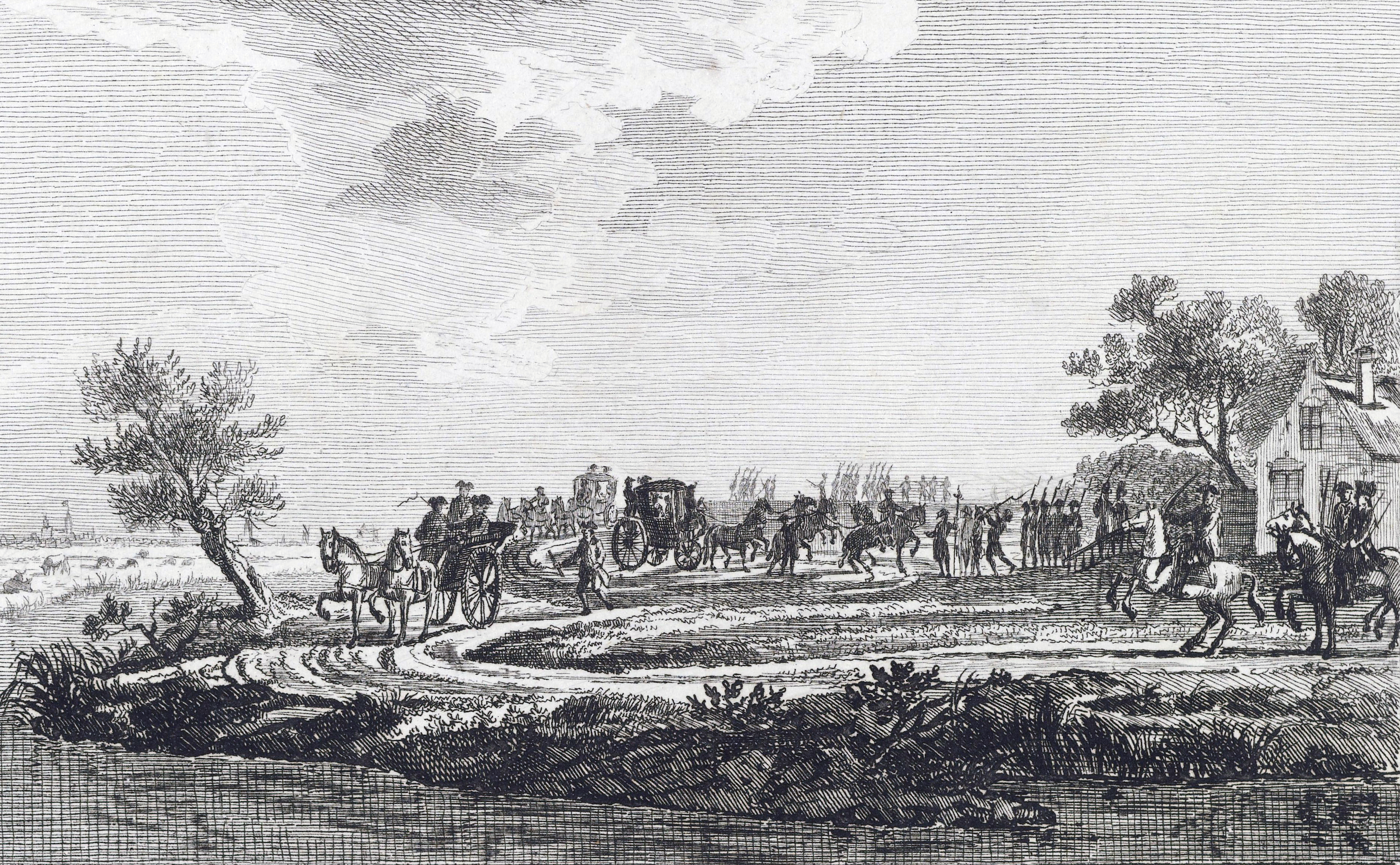
Aanhouding van prinses Wilhelmina door het Goudse vrijkorps in de Vlist

De Lange is het meest bekend geworden als commandant van het Goudse Vrijkorps, dat hij met Jacob Blauw had opgericht. In juni 1787 werden de toegangswegen afgezet, nadat de komst van enkele hooggeplaatste personen was verklapt door een kamermeisje op Huis ten Bosch. Prinses Wilhelmina werd bij Bonrepas (aan de Vlist tussen Schoonhoven en Haastrecht) aangehouden en de doorreis naar Den Haag ontzegd. Het gezelschap werd begeleid in afwachting van antwoord uit Woerden en provisorisch ondergebracht in een boerderij in Goejanverwellesluis bij Hekendorp. Dat was de plek waar De Lange zich had ingekwartierd. De prinses was uitermate beledigd door de aanhouding en dit gebeuren was de directe aanleiding voor de inval van de Pruisen. In de weken daarna namen de prinsgezinden wraak en plunderden onder andere het huis van De Lange aan de Westhaven. Samen met zijn geestverwanten Martinus van Toulon en Blauw werd hij uit het stadsbestuur verwijderd. De Lange vluchtte naar Brussel en Parijs, en was betrokken bij de plannen voor een invasie van de Republiek. Het is onwaarschijnlijk dat hij in 1788 in aanmerking kwam voor amnestie, want hij maakte deel uit van de leiding van een exercitiegenootschap of een defensiegenootschap. Waar hij zich ophield is onduidelijk.

## Bataafse Republiek en Koninkrijk Holland
Na de komst van de Fransen in 1795 vervulde hij diverse landelijke functies in de Bataafse Republiek en het Koninkrijk Holland. Minder bekend is zijn werk als stadshistoricus. Van zijn hand verscheen in 1813 en in 1817 in twee delen de Geschiedenis der Heeren en beschrijving der stad van der Gouda. Na het werk van Ignatius Walvis de tweede stadsgeschiedenis van Gouda.
Op 29 november 1809 overleed zijn vrouw Elisabeth Prins in Gouda. Rond 1815 ging hij op bezoek in Haarlem in Landhuis Welgelegen. Daar was hij een van de gasten van Prinses Wilhelmina. Ze begroette hem met een grapje: Heden is Mijnheer mijn gevangene. Ik wacht U aan mijn tafel. De Lange overleed in 1820 op zijn buitengoed Oud-Wassenaar. Hij werd begraven in het door hem gekochte familiegraf in de Coolskapel van de St. Janskerk te Gouda.

## Trivia
- In Gouda is (in 1921) De Lange van Wijngaardenstraat naar hem genoemd.